# Defesa civil

Símbolo internacional da defesa e proteção civil.

A defesa civil ou proteção civil (AO 1945: protecção civil) é o conjunto de ações preventivas, de socorro, assistenciais e reconstrutivas destinadas a evitar ou minimizar os desastres naturais e os incidentes tecnológicos, preservar a moral da população e restabelecer a normalidade social.
Dependendo do país e da época, a defesa civil é também referida por termos como "defesa passiva", "segurança civil" ou "gestão de emergências".

## Definição
A defesa ou proteção civil constitui o processo contínuo pelo qual todos os indivíduos, grupos e comunidades gerem os perigos num esforço de evitar ou de amenizar o impacto resultante da concretização daqueles perigos. As ações a tomar dependem em parte das percepções do risco por parte dos a ele expostos. Uma defesa ou proteção civil eficiente baseia-se na integração de planos de emergência, com envolvimento de agentes governamentais e não governamentais a todos os níveis. As atividades desenvolvidas a qualquer nível irão afetar os outros níveis. É comum colocar a responsabilidade pela defesa ou proteção civil governamental a cargo de instituições especializadas ou integrada na estrutura convencional dos serviços de emergência.
Contudo a defesa ou proteção civil deverá começar no nível mais baixo e só deverá passar para o próximo nível organizacional quando os recursos do nível antecedente estiverem esgotados.

## Designação
Em diversos países, desde o final da Guerra Fria, o termo "defesa civil" tem vindo a ser substituído por outros alternativos como "proteção civil" ou "gestão de emergências". A antiga defesa civil focalizava-se sobretudo na proteção dos civis contra ataques militares, sobretudo ataques aéreos, sendo inicialmente também conhecida como "defesa passiva". O moderno pensamento focaliza-se sobretudo na proteção da população civil em tempo de paz, além da sua proteção também em tempo de guerra. Na sequência da mudança da focalização da guerra para a paz, na década de 1970, alguns países europeus começaram a substituir o termo "defesa civil" pelo de "proteção civil" que acabou por se tornar quase universal no âmbito da União Europeia. Numa mudança semelhante, os Estados Unidos, substituíram o termo "defesa civil" por "gestão da emergência" ("emergency management" em inglês). Por outro lado, em alguns países, os termos "defesa civil" e "proteção civil" não são exatamente sinónimos. Por exemplo, nos países que seguem a doutrina da defesa total - que implica uma defesa onde são empregues todos os recursos nacionais - a defesa civil constitui um conceito mais alargado que o de proteção civil, incluindo todas as componentes não militares da defesa nacional. No âmbito desta doutrina, a defesa civil engloba a própria proteção civil e ainda outras componentes como a defesa cultural, a defesa económica, a segurança ambiental e a segurança interna.

## História

### Pré-História
Não se tem notícia do início do uso deste mecanismo de defesa na História da humanidade. Apesar de muito se ter falado e escrito, as informações são contraditórias.
A família humana, acredita-se, tem vários milhões de anos, e a espécie humana remonta de centenas de milhares de anos. No início da sua existência sobre o planeta os humanos sobreviviam pela coleta e caça de alimentos. Eram nômades, perambulando sempre atrás de alimento e água. Armavam acampamentos e ao tornarem-se escassos os meios de subsistência iam-se para outras paragens. Acredita-se que os homens caçavam e as mulheres coletavam, esta divisão e as atribuições de responsabilidade entre ambos era eqüidistante. Provavelmente os grupos eram compostos por parentes consanguíneos e chegavam a dezenas de indivíduos. A caça era somente para a obtenção de alimento e nunca esporte. Os meninos na adolescência caçavam pequenos mamíferos e pássaros através do uso de arcos e flechas além de pequenas armadilhas. Os machos adultos já utilizavam técnicas de aproximação furtiva e ataque combinado para o abate da presa. Os caçadores ao observar os rastros dos animais sabiam o que eram, a quantidade e outros dados necessários para efetuar a observação e o planejamento do ataque. Neste ponto é importante para a sobrevivência do bando o trabalho em equipe e principalmente a comunicação.
Pode-se dizer que a cultura pré-histórica foi baseada em parte pela habilidade de observação, comunicação e ataque combinado através do trabalho em equipe dos componentes do bando. Logo, a caça passou a ser a garantia por muitas de gerações da defesa dos humanos da morte por inanição. Pode-se deduzir que bons caçadores com o passar do tempo acabariam por se transformar futuramente em bons guerreiros.

### Comunidades
Pela própria predisposição humana para a caça, a coleta de alimentos e o trabalho em grupo, iniciou-se provavelmente o sentimento de comunidade. Esta tinha a necessidade da proteção dos indivíduos e da prole para poder sobreviver.
No início os humanos revezavam-se ao cuidar dos aglomerados contra agentes que causavam danos à comunidade, estabelecendo-se estrategicamente de forma a proteger-se de ataques de animais e de situações de risco. Sempre havia alguém em guarda, em algum local estratégico. Isto é biológico, muitos animais agem desta forma para proteger a espécie de ataques, de inundações, incêndios entre outros perigos. Nas culturas silvícolas, principalmente nas regiões mais afastadas na Selva Amazônica, interior de Portugal, muitas nações indígenas ainda usam deste artifício para proteger as aldeias, segundo Roger Fouts em "O Parente Mais Próximo", Editora Objetiva 1988, os chimpanzés também possuem mecanismos de defesa e vigilância em suas comunidades.

### O provável início das guerras das defesas do grupo
Acredita-se que os conflitos entre grupos sempre existiram, desde fases muito anteriores à pré-humana, principalmente quando a escassez de alimentos forçava a grupos atacarem-se mutuamente, havendo inclusive, o fenômeno da antropofagia, como detectado em alguns grupos silvícolas nas Américas (Neste caso, há que se separar a antropofagia por necessidade alimentícia, proteica, da ritualística), havendo muitas vezes a necessidade de uma atenção maior na prevenção à ataques.
Com o advento do uso de armas para a caça, estas também começaram a ser usadas nos conflitos entre grupos que muitas vezes disputavam território, desta forma, os seres humanos inventaram provavelmente a guerra armada, logo, iniciou-se um ciclo de catástrofes não naturais que punham a sobrevivência do grupo em xeque.
Em virtude de uma defesa mais eficiente provavelmente surgiram as paliçadas, palafitas, e outros artifícios para a proteção da comunidade. Sempre quando se tinha uma comunidade, havia aqueles que eram os responsáveis para dar o alarme em caso de algum tipo de calamidade, seja natural, ou não. Estas ações foram observadas nas populações indígenas Xavantes, Jurunas e Caiabis, cuja cultura tecnológica estava ainda na era pré histórica, em 1950 pelos indigenistas Villas Boas, no interior da Amazônia.
Uma vez que os humanos deixaram a vida nômade, surgiram as aldeias, vilas e cidades, tendo a defesa do grupo se desenvolvido de tal forma, que acabou se tornando um sistema de ataque e defesa distanciando-se desta forma da população, pois, começou a servir a quem detinha o poder. Desta forma, a população como um todo começou a deixar de ser protegida. A comunidade foi distanciada pelos detentores do poder através daqueles que deveriam os protetores desta.

### Diferenças culturais de defesa civil
No Ocidente ao contrário do Oriente, a população começou a ser deixada à sua própria sorte, não tendo do poder público uma proteção adequada.
No caso do Império Chinês, havia sistemas bem delineados de defesa civil, as cidades eram planejadas de forma a proteger os colonos em caso de guerra, e, em caso de calamidades os imperadores chineses e sua administração tinham uma completa rede de informação e socorro à população comum.
Já no Ocidente não era bem assim, nas Grécia e Roma antigas, a população externa ao aglomerado urbano, era relevada a sua própria sorte, pois, com as cidades cercadas por muralhas, uma vez fechadas, em caso de ataques ou catástrofes, somente eram abertas após a cessação do perigo, o envio de ajuda era muito escasso.

### Surgimento de metodologias de defesa da população
Quanto mais avançarmos no tempo, mais estamos sujeitos à catástrofes naturais e artificiais, desta forma, surgiu modernamente um sistema humano de defesa civil desvinculado das forças armadas, porém vinculado ao poder público, pois é responsabilidade do Estado a proteção da população.
Na Idade Média, devido ao aumento dos aglomerados humanos, às condições precárias de circulação, de construções interligadas e de grande quantidade de material inflamável, cidadãos se organizaram para o combate a incêndios. Acredita-se que foram os franceses os primeiros a se organizar desta forma.
À medida que a humanidade se desenvolveu, aumentando desta forma a complexidade social, aumentaram também as possibilidades de calamidades públicas devido ao aumento demográfico.

### A moderna defesa civil
Com o advento da Segunda Guerra Mundial, os ataques atingiam indistintamente a população e os exércitos, pois os grandes complexos industriais estavam inseridos nas grandes cidades. Logo, com taxa de urbanização elevada  conseqüentemente a densidade demográfica também seria elevada
O povo seria atingido de forma mais direta pelos grandes bombardeios, que não mensuravam alvos e sim a destruição em massa, logo a diminuição do moral, não somente da tropa, mas de toda uma nação.
No caso do Japão (bombas atômicas) e Alemanha, os norte-americanos e seus aliados lançavam de seus aviões bombas poderosas o suficiente para destruir quarteirões inteiros e abrigos subterrâneos, onde se protegiam mulheres e crianças. A população civil era estrategicamente visada para reduzir o moral dos exércitos inimigos. A defesa civil teve papel importante no socorro às vítimas, principalmente no Japão.
O sistema de defesa civil dos orientais é muito mais antigo e eficaz do que do ocidente. Devido alto grau de organização e mobilização dos japoneses, o ataque norte-americano a Hiroshima e Nagasaki, foi absorvido por toda a comunidade que reagiu rapidamente e com precisão, apesar dos imensos estragos e impacto físico e psicológico.  Quando das explosões das bombas atômicas no Japão, de um total de 500.000 pessoas, aproximadamente 200.000 foram evacuadas, em torno 150.000 morreram, 80.000 só em Hiroshima, mais de 100.000 ficaram feridas em ambas cidades. Em dez dias as indústrias japonesas da região atingida estavam trabalhando com 70% de sua capacidade.
Na Alemanha, após os bombardeios gigantes, a população ficou paralisada. Não havia uma defesa civil eficiente e organizada, apesar da máquina de guerra alemã ser invejável. Portanto, uma defesa civil organizada e treinada é de suma importância para a mobilização de toda uma população em casos de emergências e calamidades públicas, formando assim, uma rede de ajuda e socorro.

## Defesa e proteção civil por países

### Brasil
A organização sistêmica da defesa civil no Brasil, se deu pela criação do Sistema Nacional de Defesa Civil (SINPDEC), em 1988, sendo reorganizado em agosto de 1993 e atualizado em 2005.
O Sistema Nacional de Defesa Civil, tem atualmente um Centro Nacional de Gerenciamento de Riscos e Desastres (CENAD), um grupo de apoio a desastres (GADE) que tem a finalidade de fortalecer os órgãos de defesa civil locais.

### Portugal
Em Portugal, proteção civil é a atividade desenvolvida pelo Estado, regiões autónomas, autarquias locais, cidadãos e por todas as entidades publicas ou privadas com finalidade de prevenir riscos colectivos inerentes a situações de acidente grave, ou catástrofe, atenuar os seus efeitos e proteger as pessoas e bens em perigo quando aquelas situações ocorram. O organismo responsável por planear, coordenar e executar a política portuguesa de proteção civil é a Autoridade Nacional de Protecção Civil.

### Outros países
Em outros países, os sistemas de defesa e proteção civil assumem as seguintes designações:
- Alemanha: Zivilschutz;
- Argentina: defensa civil;
- Bulgária: Гражданска защита (grajdanska zaxtita);
- Catalunha: protecció civil;
- Colômbia: defensa civil;
- Chile: defensa civil;
- China: 民事防护 (untka ciha);
- Dinamarca: civilbeskyttelse;
- Espanha: protección civil;
- Estónia: tsiviilkaitse;
- Estados Unidos: FEMA;
- Finlândia: väestönsuojelu;
- França: securité civile;
- Grécia: προστασία των πολιτών (prodtadia ton politón);
- Hungria: polgári védelem;
- Itália: protezione civile;
- México: protección civil;
- Noruega: vern av sivilbefolkning;
- País Basco: babes zibila;
- Países Baixos: burgerbescherming;
- Polónia: ochrona cywilna;
- Portugal (e Lusofonia): proteção civil;
- Reino Unido: civil defence;
- República Checa: ochrana občanů;
- Rússia: гражданская оборона (graxdanskaia odorna);
- Suécia: civilskydd

## Fases da Defesa Civil
Entre as principais ações da Defesa Civil podem ser destacadas:
- Preparação:
- Mitigação:
- Prevenção: medidas adotadas visando a não ocorrência de desastres ou a preparação da população para os inevitáveis;
- Resposta: quando todo o esforço é feito no sentido de se evitar perdas humanas ou patrimoniais na área atingida por desastres;
- Recuperação: investimentos que objetivam o retorno, no menor tempo possível, das condições de vida comunitária existentes antes dos eventos.

## Aprendizagem
Toda experiência adquirida durante desastres mostra a importância das ações preventivas, o que deve ser feito através da realização de:
- Cursos;
- Publicação de matérias técnicas e informativas;
- Realização de eventos;
- Desenvolvimento de Planos Preventivos diversos;
- Desenvolvimento de Planos de Contingência;
- Planos Preventivos para Defesa Civil Específicos para desabamentos;
- Planos Preventivos de Defesa Civil para Enchentes;
- Plano Preventivo de Defesa Civil para acidentes dos mais diversos (Químicos, radioativos, etc);
- Treinamentos e palestras em comunidades e Escolas;
- Demonstrações públicas de equipamentos e de ações através de simulações para cativar a população, desta forma angariar novos voluntários;
- Simulacros.